# Естезарг
Естезарг (фр. Estézargues) насеље је и општина у јужној Француској у региону Лангдок-Русијон, у департману Гар која припада префектури Ним.
По подацима из 2011. године у општини је живело 477 становника, а густина насељености је износила 41,16 становника/km². Општина се простире на површини од 11,59 km². Налази се на средњој надморској висини од 135 метара (максималној 232 m, а минималној 49 m).

## Демографија
| 1962. | 1968. | 1975. | 1982. | 1990. | 1999. | 2011. |
| ----- | ----- | ----- | ----- | ----- | ----- | ----- |
| 196   | 200   | 213   | 228   | 276   | 384   | 477   |

График промене броја становника у току последњих година